# تافی دل واله
تافی دل واله (به اسپانیایی: Tafí del Valle) یک منطقهٔ مسکونی در آرژانتین است که در Tafí del Valle Department واقع شده‌است. تافی دل واله ۱۵۰ کیلومتر مربع مساحت و ۱۴٬۹۳۳ نفر جمعیت دارد و ۲٬۰۱۴ متر بالاتر از سطح دریا واقع شده‌است.